# Слуњчица (река)
Слуњчица је река која извире 5 km јужно од Слуња на 240 м надморске висине. Типично је крашка река, а представља завршетак подземног тока реке Личке Јесенице. Од бројних седрених баријера најлепше су у насељу Растоке на ушћу Слуњчице у реку Корану. Богата је поточном пастрмком и липљаном. Једна је од ретких река из које се у данашње, савремено и „модерно“ време, може пити вода директно из њеног тока.